# Гибель Дракона
«Гибель Дракона» (яп. 日本沈没 Нихон тимбоцу, «Япония тонет», «Тонущая Япония», «Затопление Японии» или «Гибель Японии») — научно-фантастический роман японского писателя Сакё Комацу, опубликованный в 1973 году. На его написание Комацу затратил 9 лет. В романе описывается катастрофическая история погружения Японского архипелага под воду, причиной чего послужила повышенная вулканическая и тектоническая активность.
Эта работа С. Комацу получила награду японской ассоциации писателей детективов(日本推理作家協会賞 Нихон суйри сакка кё:кай сё:) и премию Сэйун (星雲賞 Сэйун сё:), обе в 1974 году. Роман оказался популярен и породил несколько продолжений и подражаний.
У «Тонущей Японии» существует продолжение, которое называется «Япония тонет: часть вторая» (яп. 日本沈没 第二部 Нихон тимбоцу дайнибу). Оно было написано в соавторстве с молодым автором Косю Тани и опубликовано в 2006 году. Действие в нём происходит уже после катастрофы, которая сопровождается глобальным похолоданием из-за огромных туч вулканической пыли и пепла, поднявшихся в воздух. Вторая часть прослеживает дальнейшую судьбу мира и рассеянных по разным его уголкам японцев.
В 1977 году З. Рахим перевёл оригинальный роман на русский язык; перевод был опубликован издательством «Мир» в книжной серии «Зарубежная фантастика» под названием «Гибель Дракона» (дракон исторически является символом Японии).

## Сюжет
В конце 1960-х годов Японию всё чаще начинают сотрясать землетрясения. Острова вулканического происхождения к югу от Японского архипелага взрываются, извергаются или уходят под воду. Один из учёных, профессор Тадокоро (яп. 田所博士), подозревает, что причина этого состоит в том, что в районе Японских островов Тихоокеанская литосферная плита начинает погружаться в мантию. Тадокоро считает, что последствия этого процесса будут катастрофическими для страны, которая полностью затонет в течение двух лет, причём этот процесс будет сопровождаться сильными извержениями вулканов.
Техник Тосио Онодэра (яп. 小野寺俊夫), чьей работой является управление исследовательским глубоководным батискафом, начинает работать в составе секретной группы по исследованию дна Тихого океана вокруг Японских островов. Через некоторое время с помощью компьютерного моделирования на полученных данных группа получает результат: Япония затонет через 10 месяцев. Правительство страны предпринимает меры для эвакуации населения: оно проводит переговоры с Австралией, Америкой, Советским Союзом и другими странами, обращается к миру через ООН, прося принять японцев на жительство, вывозит наиболее ценные произведения искусства. Эвакуация проходит на фоне обостряющихся военных противоречий между мировыми державами, желающими разделить японский научный, технический и человеческий потенциал с выгодой для себя, и всё усиливающейся тектонической активности в районе Японских островов: по всей стране происходят землетрясения, поднятия и опускания грунта, прерывается связь с целыми районами страны, начинает ощущаться нехватка продовольствия, топлива и электроэнергии, постоянно гибнут сотни тысяч и миллионы человек. Во время одного из таких землетрясений гибнет Рэйко Абэ (яп. 阿部玲子), девушка Онодэры, с которой он намеревался уехать из страны до того, как катастрофа приобретёт размах.
После смерти Рэйко Онодэра остаётся в Японии и работает в составе разнообразных спасательных групп. Из страны удаётся эвакуировать около 70 из почти 120 миллионов человек, живших в стране к началу катаклизма до того момента, когда посадка авиации и подход спасательных кораблей не становятся практически невозможными. Япония в конце концов погружается под воду, оставляя миллионы японцев по всему миру сиротами на чужой земле; неоднократно повторяется призыв к этим выжившим рожать детей, чтобы таким образом восстановить нацию. В финале романа профессор Тадокоро, решив не эвакуироваться, остаётся на тонущей земле и погибает вместе с остатками своей страны. Спасшиеся Онодэра и девушка по имени Масуко, с которой он познакомился в ходе спасательных работ, едут в неизвестность на поезде через Сибирь.

## Художественные интерпретации
Первой инсценировкой романа стала радиопостановка, транслировавшаяся по японскому радио NRN в течение полугода, с 8 октября 1973 по 5 апреля 1974 года. Изначальный сценарий подвергся изменениям, а имя главного героя Тосио Онодэры было изменено на Ко́сукэ. В 1980 году радиостанция NHK-FM начала трансляцию нового радиоспектакля о затоплении Японии, слегка изменив время действия, которое стало охватывать 1980-е годы.
В декабре 1973 года, через 4 месяца после выхода романа, режиссёром Сиро Моритани на студии Toho был снят одноимённый фильм. В США фильм вышел в сокращённом виде под названием Tidal Wave. В СССР фильм (также в сокращённом виде) шёл в прокате под названием «Гибель Японии».
С октября 1974 по март 1975 года по японскому телевидению каналом TBS транслировался сериал, основанный на романе и состоявший из 26 серий. Впоследствии он был ещё несколько раз повторён разными каналами, пока не вышел на DVD в 2001 году.
В 1970-х годах в журнале Shonen Champion выходила манга «Гибель Японии». Автором её был Такао Сайто. Ещё одна манга-адаптация романа, автором которой стал Токихико Исики, выходила в журнале Big Comic Spirits с 2006 по 2008 год, и действие её происходило в 2010-х годах.
Ремейк оригинального фильма, снятый режиссёром Синдзи Хигути под тем же названием, вышел 15 июля 2006 года. Сюжет в нём был несколько изменён, в частности истории Тосио Онодэры было уделено больше внимания, так что он стал главным героем, ценой своей жизни спасшим остатки Японских островов от окончательного затопления.
2 сентября 2006 года, менее чем через два месяца после выхода на экраны в Японии фильма «Япония тонет», состоялась премьера пародийного фильма в жанре «чёрная комедия» под названием «Весь мир, кроме Японии, тонет» (яп. 日本以外全部沈没 Нихон игай дзэмбу тимбоцу). В нём рассматривается противоположная ситуация: Япония на некоторое время остаётся в целости и сохранности, зато все остальные земли погружаются под воду, и в результате Япония начинает страдать от засилья гайдзинов (иностранцев), которые миллионами прибывают в маленькую страну, повышая уровень преступности и социальной нестабильности.
9 июля 2020 года на стриминговом сервисе Netflix состоялась мировая премьера 10-серийного аниме-сериала «Гибель Японии 2020» (Nihon Chinbotsu 2020) режиссёра Масааки Юасы. События аниме разворачиваются на полвека позже, чем в оригинальном романе, — в 2020-х, после Токийской Олимпиады. В центре повествования четверо членов семейства Муто, которые оказываются в Токио во время землетрясения и пытаются выбраться из города.